# Oh Mother
«Oh Mother» — пятый и заключительный сингл американской певицы Кристины Агилеры из её пятого студийного альбома Back to Basics (2006), выпущенный 8 октября 2007 года. Песня написана Агилерой в соавторстве с Дерриком Торнтоном, Марком Рэнкином, Лиз Торнтон, и Карой ДиоГуарди.

## Информация о песне
Oh Mother была выпущена только в Европе, тогда как в Азии и Австралии был выпущен Slow Down Baby. Oh Mother хотели выпустить и в Латинской Америке, но позднее решили, что там выйдет радиосингл Slow Down Baby.
23 ноября 2007 года сингл Oh Mother вышел в Германии и Австрии. В Германии песня достигла 4-го места, а в Австрии — 11-го.
В качестве официального видеоклипа было использовано выступление с песней Oh Mother в рамках тура Back to Basics World Tour.
Песня рассказывает о тяжелых отношениях между матерью и отцом Агилеры, Фаусто Агилера. Сингл содержит семплы из знаменитой французской песни «Vois sur ton chemin»

## Список композиций
1. «Oh Mother» (Album Version) — 3:45
2. «Oh Mother» (Instrumental) — 3:45

## Чарты
| чарты (2007)       | Peak Позиция |
| ------------------ | ------------ |
| Австрия            | 23           |
| Нидерланды         | 30           |
| Нидерланды Топ 100 | 54           |
| Франция            | 22           |
| Германия           | 18           |
| Люксембург         | 8            |
| Словакия           | 21           |
| Швейцария          | 79           |
| Великобритания     | 25           |